# Comodica cirrhopolia
Comodica cirrhopolia är en fjärilsart som beskrevs av Turner 1923. Comodica cirrhopolia ingår i släktet Comodica och familjen äkta malar. Inga underarter finns listade i Catalogue of Life.